# Martin Fettman
Martin Joseph Fettman (Nova York, 31 de dezembro de 1956) é um astronauta norte-americano.
Médico-veterinário, em 1992 foi selecionado pela NASA como astronauta especialista de carga e foi ao espaço em outubro de 1993, na missão STS-58Columbia, como chefe de carga, numa missão que levou a bordo o Spacelab 2, com o objetivo de fazer experiências com micro-organismos e de Biologia na microgravidade.
Depois de sua experiência espacial, ele passou a fazer conferências pelos Estados Unidos e Canadá sobre as pesquisas biológicas espaciais e ainda presta serviços à NASA, como membro do subcomitê de pesquisas na área de ciências biomédicas.